# Vatovaea
Vatovaea é um género botânico pertencente à família Fabaceae.